# Milano-Torino 2016
La Milano-Torino 2016, novantasettesima edizione della corsa, valevole come evento dell'UCI Europe Tour 2016 e della Coppa Italia 2016, di categoria 1.HC, si svolse il 28 settembre 2016 su un percorso di 186 km, con partenza da San Giuliano Milanese e arrivo alla Basilica di Superga, in Italia. La vittoria fu appannaggio del colombiano Miguel Ángel López che terminò la gara in 4h13'36", alla media di 44,006 km/h, precedendo il canadese Michael Woods e il connazionale Rigoberto Urán.
Sul traguardo della Basilica di Superga 97 ciclisti portarono a termine la competizione.

## Squadre e corridori partecipanti
| N.    | Cod. | Squadra                     |
| ----- | ---- | --------------------------- |
| 1-8   | AST  | Astana Pro Team             |
| 11-18 | ALM  | AG2R La Mondiale            |
| 21-28 | AND  | Androni Giocattoli-Sidermec |
| 31-38 | BAR  | Bardiani-CSF                |
| 41-48 | BMC  | BMC Racing Team             |
| 51-58 | CJR  | Caja Rural-Seguros RGA      |
| 61-68 | CDT  | Cannondale-Drapac           |
| 71-78 | CCC  | CCC Sprandi Polkowice       |
| 81-88 | GAZ  | Gazprom-RusVelo             |

| N.      | Cod. | Squadra                    |
| ------- | ---- | -------------------------- |
| 91-98   | LAM  | Lampre-Merida              |
| 101-108 | MOV  | Movistar Team              |
| 111-118 | NIP  | Nippo-Vini Fantini         |
| 121-128 | TGA  | Team Giant-Alpecin         |
| 131-138 | KAT  | Team Katusha               |
| 141-148 | SKY  | Team Sky                   |
| 151-158 | TNK  | Tinkoff                    |
| 161-168 | TFS  | Trek-Segafredo             |
| 171-178 | STH  | Wilier Triestina-Southeast |

## Ordine d'arrivo (Top 10)
| Pos. | Corridore          | Squadra    | Tempo    |
| ---- | ------------------ | ---------- | -------- |
| 1    | Miguel Ángel López | Astana     | 4h13'36" |
| 2    | Michael Woods      | Cannondale | a 9"     |
| 3    | Rigoberto Urán     | Cannondale | a 14"    |
| 4    | Daniel Moreno      | Movistar   | a 19"    |
| 5    | Diego Ulissi       | Lampre     | a 21"    |
| 6    | Fabio Aru          | Astana     | a 23"    |
| 7    | Pello Bilbao       | Caja Rural | a 27"    |
| 8    | Rodolfo Torres     | Androni    | a 32"    |
| 9    | Romain Bardet      | AG2R       | a 36"    |
| 10   | Warren Barguil     | Giant      | a 40"    |